# Stefan Wessels (basketballer)
Stefan Wessels (Haarlem, 13 april 1984) is een Nederlands basketballer die speelt voor New Heroes Basketball en het Nederlands nationaal basketbalteam. Meestal speelt Wessels als forward.

## Clubs
Wessels begon in 2004 bij ABC Amsterdam. Hij speelde hier tot 2009 en werd drie keer kampioen van Nederland met de club uit Amsterdam; in 2005, 2008 en 2009. Hij won ook de NBB-Beker in 2006. In 2009 maakte Wessels de overstap naar EiffelTowers Den Bosch dat in het seizoen 2008/09 nog de tegenstander in de finale was. Met deze club werd Wessels in 2012 landskampioen. Van 2013 t/m 2016 veranderde de club van naam in SPM Shoeters Den Bosch. Hiermee werd hij in 2015 landskampioen en won hij in 2013 en 2016 de NBB Beker. In 2016 veranderde de naam van de club in New Heroes Basketball Den Bosch. In 2019 veranderde de club haar naam in Heroes Den Bosch

## Nationaal team
Wessels speelde op 24 augustus 2006 zijn eerste wedstrijd voor het Nederlandse team en speelde in dat team in totaal 55 wedstrijden.

## Erelijst
Nederland
- 5× Landskampioen (2005, 2008, 2009, 2012, 2015)
- 3× NBB Beker (2006, 2013, 2016)
- 2× Supercup (2013, 2015)

Individuele prijzen:
- 1× DBL All-Star Team (2013)
- 7× All-Star  (2010, 2011, 2012, 2013, 2014, 2015, 2016)
- 1× All-Star Game MVP (2013)
- 4× DBL All-Defense Team (2014, 2015, 2016, 2018)

## Prijzen FIBA Europe
- Eurobasket All-Dutch Newcomer of the year (2006)
- Eurobasket Dutch Eredivisie All-U23 Team  (2007)
- Eurobasket All-Dutch Eredivisie Most Improved Player of the Year  (2008)
- Eurobasket Dutch Eredivsie All-Defense Team (2008)

## Statistieken
Dutch Basketball League
Uitleg van de afkortingen:
GS = Aantal wedstrijden  -  
MPW = Aantal minuten per wedstrijd  -  
2P% = % rake tweepunters  -  
3P% = % rake driepunters  -  
VW% = % rake vrije worpen  -  
RPW = aantal rebounds per wedstrijd  -  
APW = aantal assists per wedstrijd  -  
SPW = aantal steals per wedstrijd  -  
BPW = aantal blocked shots per wedstrijd  -  
PPW = aantal gemaakte punten per wedstrijd
| Jaar    | Team      | GS | MPW  | 2P%   | 3P%  | VW%  | RPW | APW | SPW | BPW | PPW  |
| ------- | --------- | -- | ---- | ----- | ---- | ---- | --- | --- | --- | --- | ---- |
| 2008-09 | Amsterdam | 50 | 24.4 | 66,7  | 36,4 | 66,2 | 3.7 | 1.0 | 1.1 | 0.1 | 6.6  |
| 2009–10 | Den Bosch | 33 | 23.4 | 52,3  | 29,5 | 74,6 | 5.4 | 0.8 | 0.9 | 0.2 | 7.8  |
| 2010–11 | Den Bosch | 42 | 29.2 | 45,1  | 31,9 | 71,6 | 5.6 | 1.6 | 1.0 | 0.2 | 10.1 |
| 2011–12 | Den Bosch | 42 | 29.6 | 59,7  | 29,5 | 81,3 | 5.5 | 1.7 | 1.6 | 0.6 | 11.2 |
| 2012–13 | Den Bosch | 42 | 29.0 | 62,6  | 28,6 | 73,1 | 5.8 | 2.4 | 2.4 | 0.3 | 10.5 |
| 2013–14 | Den Bosch | 31 | 24.0 | 60,3  | 36,8 | 78,1 | 7,1 | 1,6 | 1,4 | 0.6 | 9,7  |
| 2015-16 | Den Bosch | 26 | 26.5 | 51,3  | 40,0 | 81,3 | 7,0 | 1,9 | 1,6 | 0.4 | 10,3 |
| 2017-18 | Den Bosch | 30 | 28.6 | 67,05 | 23,4 | 64,0 | 7,2 | 2,2 | 1,3 | 0.4 | 10,4 |